# Миле Корубин
Миле Корубин (на македонска литературна норма: Миле Корубин) е виден художник, живописец от Република Македония.

## Биография
Роден е в 1922 година в Прилеп, тогава в Югославия. Има леви убеждения и лежи в лагера в Свети Врач (днес Сандански) заедно с българския скулптор Секул Крумов. След излизането от лагера следва в художествена академия в Белград. Корубин е сред доайените на Дружеството на художниците на Македония в Скопие. Централна роля в творчеството му често имат фрагментираните градски пейзажи. В ранния период на работата си е силно повлиян от френски художници. В 1967 година му е връчена първата награда „Нерешки майстори“.